# 타원함수
복소해석학에서 타원함수(楕圓函數, 영어: elliptic function)는 복소 타원 곡선 위에 정의된 유리형 함수이다. 즉, 복소평면 위에 정의된, 두 개 방향으로 주기함수인 유리형 함수다.

## 정의
{\displaystyle \omega _{1},\omega _{2}\in \mathbb {C} }가 0이 아닌 복소수이고, 또한 그 비가 실수가 아니라고 하자.
- {\displaystyle \omega _{1},\omega _{2}\neq 0}
- {\displaystyle \omega _{1}/\omega _{2}\not \in \mathbb {R} }

그렇다면
{\displaystyle \Lambda =\{m\omega _{1}+n\omega _{2}\colon m,n\in \mathbb {Z} \}}
는 격자를 이루며,
{\displaystyle \mathbb {C} /\Lambda \equiv \mathbb {C} /(z\sim z+\Lambda )}
는 타원 곡선을 이룬다.
타원함수는 유리형 함수 {\displaystyle f\colon \mathbb {C} /\Lambda \to {\hat {\mathbb {C} }}}이다. 여기서 {\displaystyle {\hat {\mathbb {C} }}}는 리만 구이다. 이 경우, {\displaystyle \omega _{1},\omega _{2}}를 {\displaystyle f}의 주기(영어: period)라고 한다.

## 분류
모든 타원함수는 바이어슈트라스 타원함수 {\displaystyle \wp (z)}로 나타낼 수 있다. 구체적으로, 어떤 주어진 복소 타원 곡선 {\displaystyle L} 위의 타원함수들의 체 {\displaystyle {\mathcal {E}}_{L}}을 생각하자. 그렇다면 다음과 같은 동형이 존재한다.:18
{\displaystyle {\mathcal {E}}_{L}\cong \mathbb {C} (\wp ,\wp ')/(\wp '^{2}-4\wp ^{3}-g_{2}\wp -g_{3})}
여기서 {\displaystyle \wp '(z)=d\wp (z)/dz}이다. 다시 말해, 모든 타원 곡선은 바이어슈트라스 타원함수와 그 도함수에 대한 유리 함수로 나타낼 수 있다.
복소 타원곡선 {\displaystyle L} 위의, 짝함수인 타원 함수들의 체 {\displaystyle {\mathcal {E}}_{L}^{+}}는 다음과 같다.:18
{\displaystyle {\mathcal {E}}_{L}^{+}\cong \mathbb {C} (\wp )}

## 예
대표적인 예로, 바이어슈트라스 타원함수 {\displaystyle \wp (z;\omega _{1},\omega _{2})}와 야코비 타원함수 {\displaystyle \operatorname {sn} (z)}, {\displaystyle \operatorname {cn} (z)}, {\displaystyle \operatorname {dn} (z)}가 있다.

## 같이 보기
- 타원 적분
- 타원곡선
- 모듈러 군
- 세타 함수